# Шахровка (Кировская область)
Шахро́вка — поселок в Омутнинском районе Кировской области. Административный центр  Шахровского сельского поселения.

## География
Находится у железнодорожной линии Яр-Верхнекамская на расстоянии примерно 9 километров на юг от города Омутнинск.

## История
Поселок появился в 1929 году в связи со строительством железной дороги Яр-Фосфоритная.  Первоначально  место проживания рабочих Омутнинского леспромхоза и лесного отдела Омутнинского металлургического завода. В дальнейшем работал Шахровский леспромхоз, затем Шахровский лесопункт Залазнинского леспромхоза. Имеется пруд.

## Население
| 2010 |
| ---- |
| 275  |

Постоянное население  составляло 416 человек (русские 71%) в 2002 году, 275 в 2010.